# Castelo Duntarvie

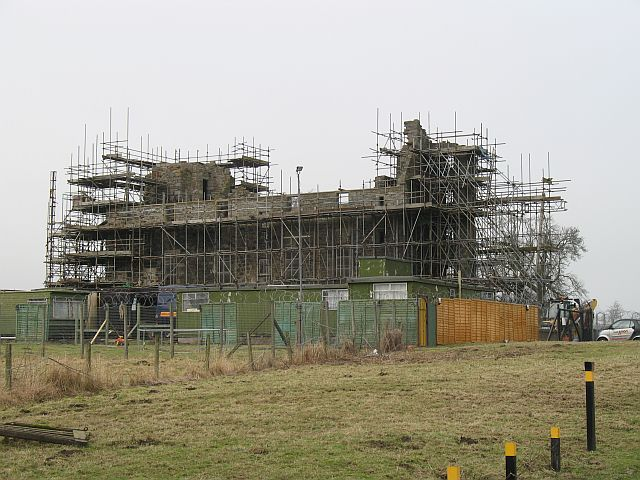
Castelo Duntarvie, Escócia.

O Castelo Duntarvie (em língua inglesa Duntarvie Castle) é um castelo atualmente em reconstrução localizado em Abercorn, West Lothian, Escócia. 
Encontra-se classificado na categoria "A" do "listed building" desde 22 de fevereiro de 1971.